# Chaoborus antillum
Chaoborus antillum är en tvåvingeart som beskrevs av Frederick Knab 1913. Chaoborus antillum ingår i släktet Chaoborus och familjen tofsmyggor. Inga underarter finns listade i Catalogue of Life.